# Aja Naomi King
Aja Naomi King (Los Angeles, 11 gennaio 1985) è un'attrice statunitense.

## Biografia
Aja Naomi King è nata nella città californiana di Los Angeles e cresciuta a Walnut. Ha studiato arte teatrale presso la University of California di Santa Barbara e alla Yale University, dove si è esibita in opere celebri come Sogno di una notte di mezza estate, La piccola bottega degli orrori e Angels in America - Fantasia gay su temi nazionali.
Agli esordi della sua carriera, Aja è comparsa in più cortometraggi. Nel 2010, invece, debutta in ambito televisivo in qualità di guest star in Blue Bloods, e più tardi in Person of Interest, The Blacklist e Deadbeat. Nel 2011 ottiene il suo primo ruolo in un film, cioè Damsels in Distress - Ragazze allo sbando. Riceve una maggiore notorietà a partire dal 2012, quando viene ingaggiata per recitare i panni di Cassandra Kopelson nella serie televisiva Emily Owens, M.D., cancellata dopo una sola stagione. Nello stesso anno viene scelta per partecipare al film di genere drammatico Four e, insieme al resto del cast, vince l'Audience Award in occasione del Los Angeles Film Festival.
Dal 2014 ricopre il ruolo che l'ha resa famosa in tutto il mondo: infatti è entrata a far parte del cast principale dell'acclamata serie televisiva statunitense Le regole del delitto perfetto, prodotta da Shonda Rhimes e trasmessa da ABC. In essa, interpreta il personaggio di Michaela Pratt, uno dei cinque studenti del docente di diritto penale e avvocato difensore interpretata da Viola Davis. L'anno successivo viene distribuita nei cinema statunitensi la pellicola Professore per amore, grazie alla quale Aja ha l'occasione di lavorare accanto ad attori del calibro di Hugh Grant e Marisa Tomei.
Sempre nel 2015, l'attrice è stata scelta come co-protagonista nel pluripremiato film The Birth of a Nation - Il risveglio di un popolo. Esso tratta della rivolta degli schiavi capitanata da Nat Turner e scoppiata nella Contea di Southampton in Virginia nell'agosto 1831 ed è composto da un cast corale che comprende Nate Parker, Armie Hammer, Jackie Earle Haley, Penelope Ann Miller, Gabrielle Union e Aunjanue Ellis. L'interpretazione della King è stata accolta tanto positivamente che Variety l'ha proclamata come «nuova stella emergente», venendo persino designata come potenziale contendente al Premio Oscar alla miglior attrice non protagonista, anche se non ha ricevuto la candidatura.

## Filmografia

### Cinema
- Damsels in Distress - Ragazze allo sbando (Damsels in Distress), regia di Whit Stillman (2011)
- Four, regia di Joshua Sanchez (2012)
- 36 Saints, regia di Eddy Duran (2013)
- Professore per amore (The Rewrite), regia di Marc Lawrence (2014)
- Reversion, regia di Jose Nestor Marquez (2015)
- The Birth of a Nation - Il risveglio di un popolo (The Birth of a Nation), regia di Nate Parker (2016)
- Sempre amici (The Upside), regia di Neil Burger (2017)
- A Girl From Mogadishu, regia di Mary McGuckian (2019)
- Sylvie's Love, regia di Eugene Ashe (2020)

### Televisione
- Blue Bloods – serie TV, episodio 1x02 (2010)
- Person of Interest – serie TV, episodio 1x14 (2012)
- Emily Owens, M.D. – serie TV, 13 episodi (2012-2013)
- The Blacklist – serie TV, episodio 1x07 (2013)
- Deadbeat – serie TV, episodio 1x05 (2014)
- Black Box – serie TV, 8 episodi (2014)
- Le regole del delitto perfetto (How to Get Away with Murder) – serie TV (2014-2020)
- Scandal – serie TV, episodio 7x12 (2018)
- Lezioni di chimica (Lessons in Chemistry) – miniserie TV, 8 puntate (2023)
- I segreti di Grosse Pointe (Grosse Pointe Garden Society) – serie TV, 13 episodi (2025)

## Riconoscimenti
- Critic's Choice Television Awards
  - 2024 – Candidatura alla migliore attrice non protagonista in una miniserie o film per la televisione per Lezioni di chimica[13]
- Premio Emmy
  - 2024 – Candidatura alla miglior attrice non protagonista in una miniserie o in un film tv per Lezioni di chimica
- NAACP Image Awards
  - 2015 – Candidatura alla migliore attrice non protagonista in una serie drammatica per Le regole del delitto perfetto[14]
  - 2017 – Candidatura alla miglior attrice non protagonista in un film per The Birth of a Nation - Il risveglio di un popolo[15]
  - 2024 – Candidatura alla migliore attrice non protagonista in un film per la televisione, una miniserie o uno speciale drammatico per Lezioni di chimica[16]

## Doppiatrici italiane
Nelle versioni in italiano delle opere in cui ha recitato, Aja Naomi King è stata doppiata da:
- Erica Necci ne Le regole del delitto perfetto, Scandal, Amened: libertà in America
- Monica Bertolotti in Damsels in Distress - Ragazze allo sbando
- Emanuela D'Amico in Person of Interest
- Alessia Amendola in Emily Owens, M.D.
- Joy Saltarelli in The Birth of a Nation - Il risveglio di un popolo
- Beatrice Caggiula in Lezioni di chimica, Sempre amici, Sylvie’s love